# Pas de l'Stelvio
El Pas de l'Stelvio (en italià: Passo dello Stelvio, alemany: Stilfser Joch) és un port de muntanya italià situat a 2.757 msnm; és el port de muntanya pavimentat de major elevació dels Alps orientals, i el segon més alt dels Alps, tan sols rere el Coll de l'Iseran (2.770 msnm). Deu part de la seva fama al fet que és un dels ports més durs de la competició ciclista més important del país, el Giro d'Itàlia. La seva longitud és de 24 km, amb un desnivell mitjà del 7,6%, i deu el seu nom a la localitat de Stelvio.

## Història
El camí original va ser construït entre 1820 i 1825 per l'Imperi Austríac per connectar l'antiga província austríaca de Llombardia amb la resta d'Àustria, amb una pujada de 1.871 m. L'enginyer i gerent del projecte va ser Carlo Donegani (1775-1845). Des de llavors, la ruta ha canviat molt poc.
Abans del final de la Primera Guerra Mundial, es va formar la frontera entre l'Imperi Austrohongarès i el Regne d'Itàlia. Durant la guerra, el pas (pròxim a la frontera d'Itàlia amb Àustria i Suïssa) va ser escenari de ferotges batalles entre la neu (la Guerra Blanca), que fins i tot van arribar al territori neutral suís. Un pacte entre les tres nacions va acordar la no-intervenció en el territori de Suïssa que entrava com una falca entre els 2 bel·ligerants: Àustria - Hongria al nord i Itàlia al sud.
Després de 1919, amb l'expansió d'Itàlia, el pas va quedar en mans italianes i va perdre la seva importància estratègica.

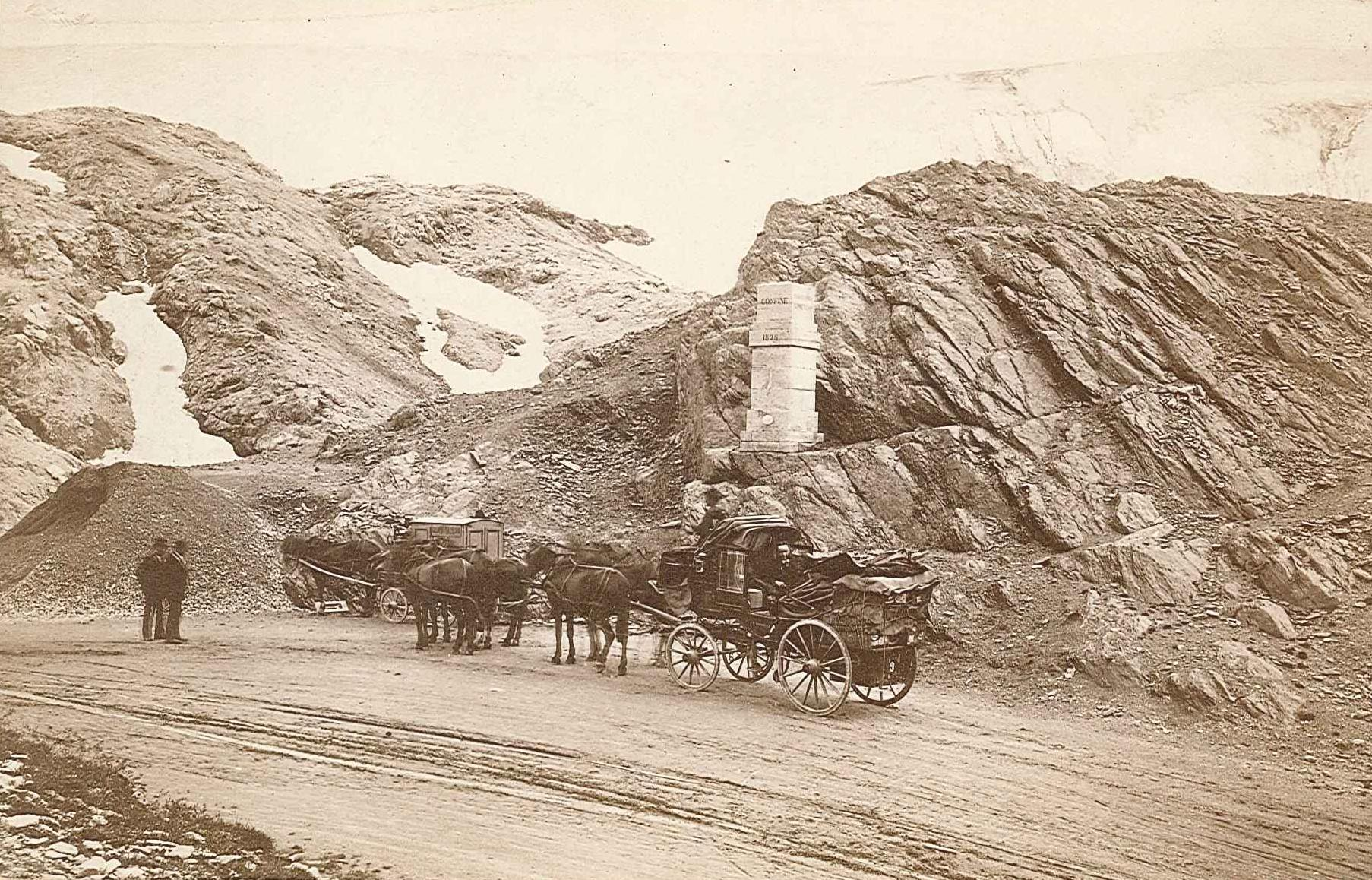
Diligència al Pas de l'Stelvio, 1881

L'Stelvio té un important ús esportiu durant els mesos en què es troba obert, de juny a setembre. Són molts els ciclistes i motociclistes que recorren les seves corbes durant la temporada estival. Part de la seva fama es deu a la publicitat que li va aportar el pas del Giro d'Itàlia. La ronda italiana va travessar per primera vegada l'Stelvio durant el Giro del 1953, quan Fausto Coppi va batre el suís Hugo Koblet.
El 2008, Moto Guzzi va començar a comercialitzar el model Stelvio, anomenat així pel famós port de muntanya.